# بنجامين روزنباوم
بنجامين روزنباوم (بالإنجليزية: Benjamin Rosenbaum)‏ (23 أغسطس 1969، نيويورك في الولايات المتحدة)؛ روائي أمريكي. درس في جامعة براون.